# 过手米线
過手米線是陇川户撒一带阿昌族傳統食品，也稱火燒生豬肉米線。常加入火烧猪肉、猪肝、猪脑、粉肠、花生米面、芝麻、大蒜、芫荽、盐、味精，再用豆粉、醋搅拌均匀作为调料。在过去，过手米线是一道奢侈的大餐，只有阿昌族男人才能享用。根据其传统，吃過手米線時，盡量不用碗；须先洗净手，将米线拿在手里，浇上调料，用筷子搅匀后食用。

## 傳說
三国时期，诸葛亮率大军伐南蛮，行至户撒，三军已是饥肠辘辘。好不容易才找到一家卖米线的店铺，可小小的店铺哪来那么多碗碟，饥饿难耐的大军只好把火烧肉、酸水等佐料与米线搅拌在一起，找根竹筷夹了摊在手掌里便吃。不想这样调拌出来的米线，不但味美无比，就连那些感染了瘴气的将士，吃过这米线后，病也神奇地好了。